# Proteína p24

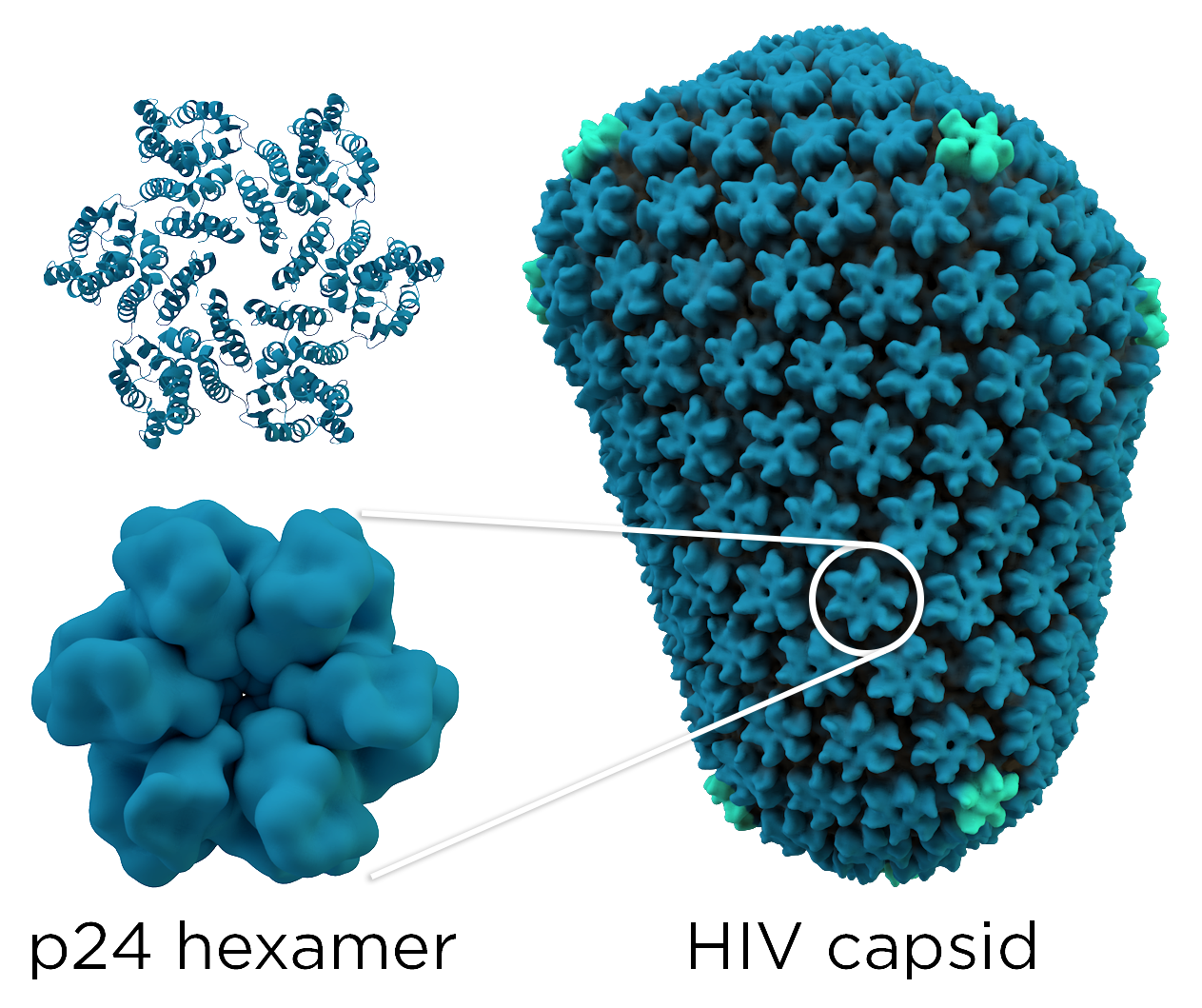
O capsideo de HIV consiste em aproximadamente 2000 cópias da proteina p24.

A p24 é um componente proteico do capsídeo do HIV. Existem aproximadamente 2000 moleculas por particula viral, ou 10^4 particulas virais  por picograma de p24. O início dos sintomas relacionados à infecção por HIV coincide com o aumento dos niveis de p24 no sangue e com a redução de linfócitos T CD4+.

## Teste de HIV de quarta geração
Os testes de quarta geração para HIV detectam a resposta humoral (anticorpos do paciente frente ao virus) e também a proteína p24. Os testes anteriores somente detectam a resposta humoral.

Leva aproximadamente 3-4 semanas para que os primeiros anticorpos apareçam no sangue, enquanto que a proteina p24 pode ser detectada a partir de duas semanas da infecção por HIV, reduzindo a janela imunológica necessária para detectar o status de HIV do paciente.  
1. ↑  Medical Microbiology, p637